# Schloss Pelișor

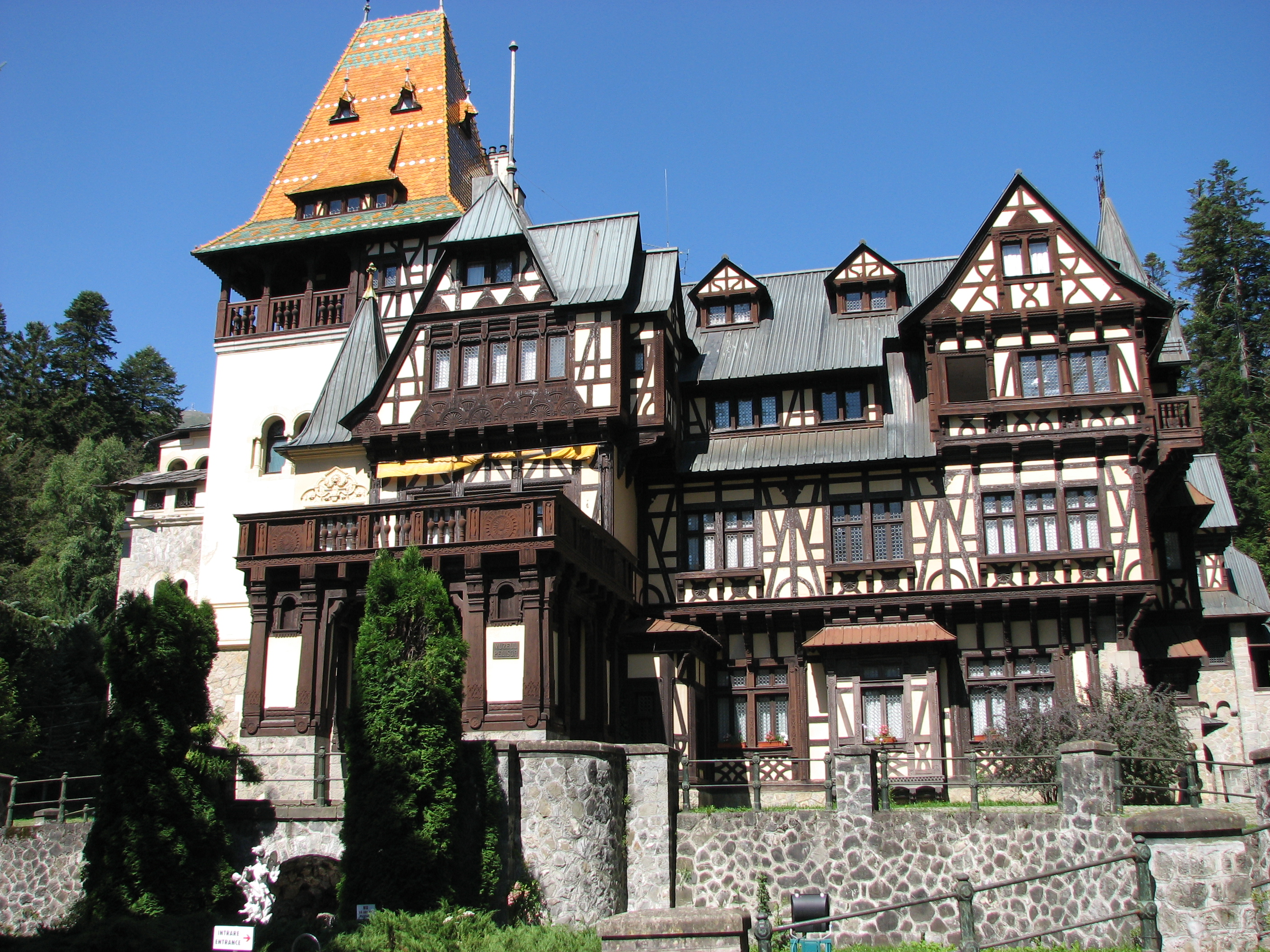
Schloss Pelișor

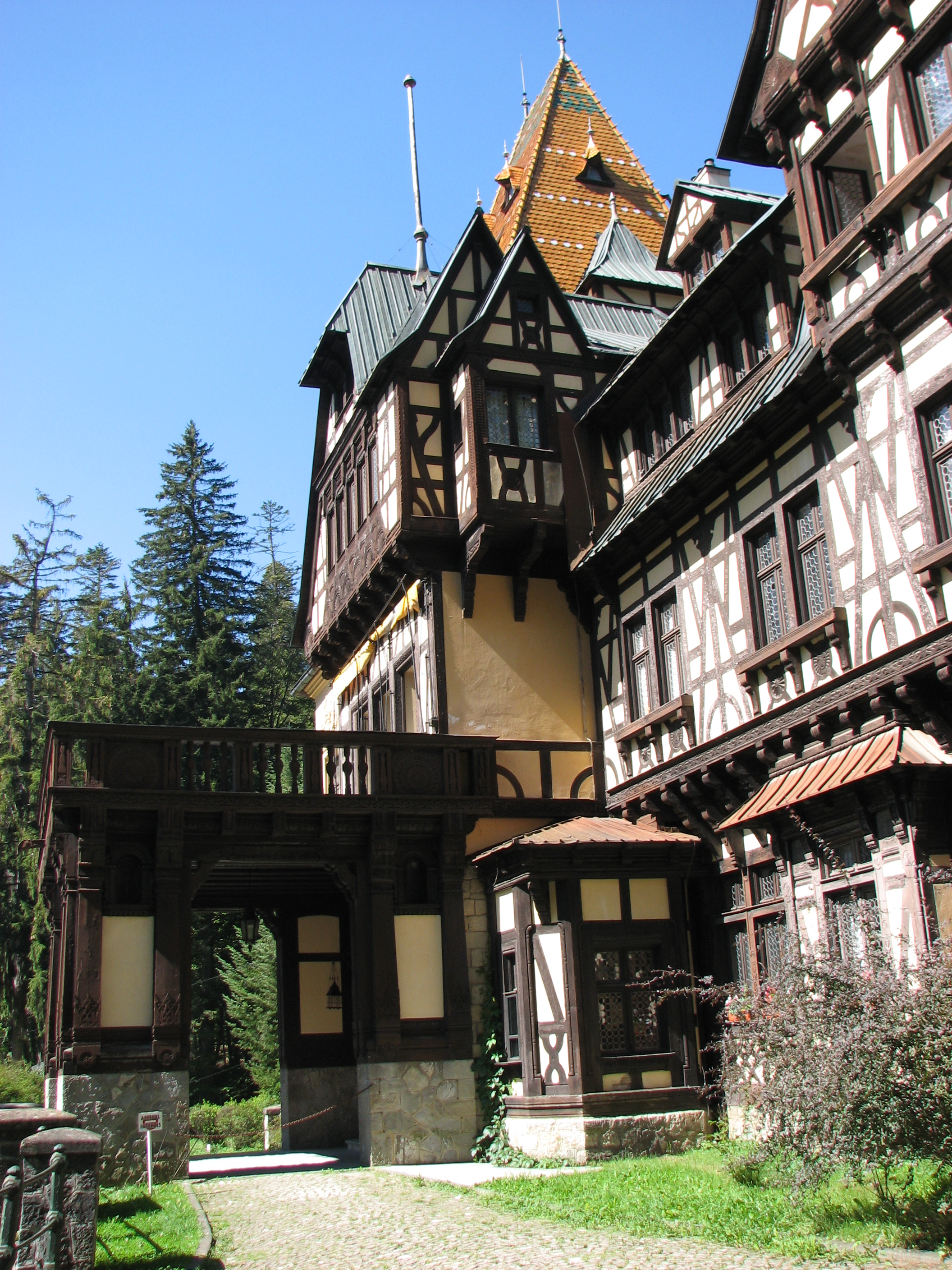
Zugang

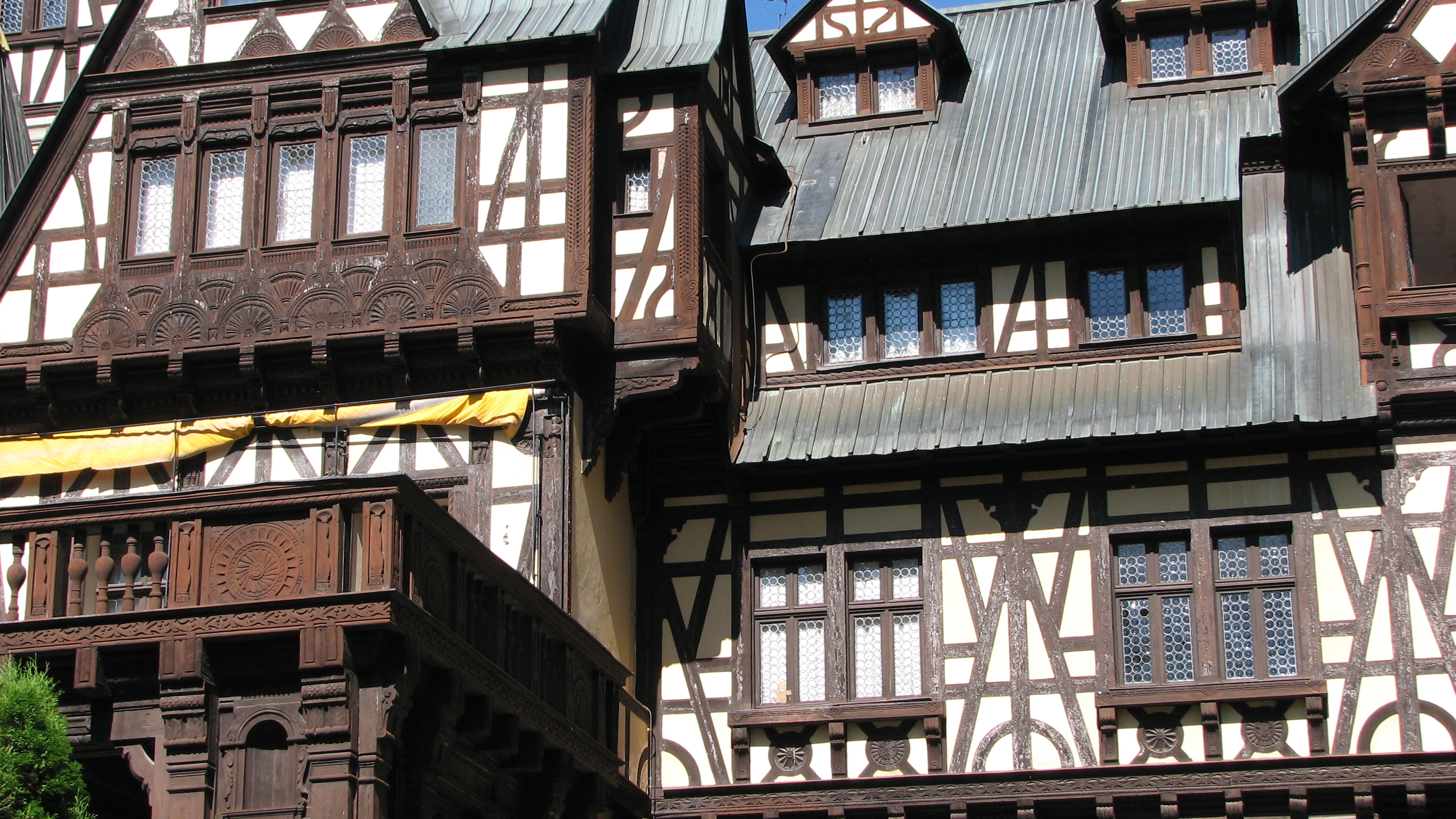
Fachwerk

Schloss Pelișor  (auch „Klein Peleș“ und „Klein Pelesch“ genannt) liegt rund 1,5 Kilometer nordwestlich der Stadt Sinaia in Rumänien. Etwa 300 Meter hangabwärts von dem denkmalgeschützten Schloss entfernt befindet sich Schloss Peleș.

## Geschichte
Das Schloss ließ König Carol I. zwischen 1899 und 1902 für den späteren König Ferdinand I. und Königin Marie von Rumänien im Chaletstil erbauen. Der Bauherr beauftragte den  Architekten Karel Liman mit der Schlossplanung. Der Architekt hatte zuvor den Auftrag erhalten, weitere Bauarbeiten an Schloss Peleș durchzuführen.
1947 beschlagnahmte das kommunistische Regime das Schloss. Später weilte der rumänische Diktator Nicolae Ceaușescu zeitweise in dem Schloss. In der Zeit war der rumänische Architekt Camil Roguski verantwortlich für die dekorativen Möbel. Nach der Rumänischen Revolution 1989 wurden die Schlösser Peleș und Pelișor an den im Schweizer Exil lebenden Ex-König Michael aus dem Hause Hohenzollern-Sigmaringen zurückübertragen.

## Ausstattung
Das Fachwerk und die Erker des Schlosses erinnern sowohl an die rumänische k.u.k.-Zeit als auch an Hohenzollern. Verantwortlich für die Möbel und Innenausstattung war der Künstler Bernhard Ludwig. Die Königin war maßgeblich an der Gestaltung der Räume beteiligt. Ein Teil der 99 Zimmer kann mittlerweile besichtigt werden. Das Schlossmuseum hat eine Ansammlung von Möbeln und dekorativen Gegenständen sowie eine wertvolle Kunst- und Geschichtssammlung.